# Halgyrineum
Halgyrineum is een geslacht van weekdieren uit de klasse van de Gastropoda (slakken).

## Soort
- Halgyrineum louisae (Lewis, 1974)